# Timothy Spall
Timothy Leonard Spall OBE (n. 27 februarie 1957, Londra, Anglia, Regatul Unit) este un actor englez. A devenit cunoscut în Marea Britanie după ce a jucat în rolul Barry Spencer Taylor în serialul Auf Wiedersehen, Pet din 1983 difuzat de ITV. 
Spall a fost nominalizat la Premiul BAFTA pentru cel mai bun actor in rol principal pentru Secrete și minciuni (1996). Ulterior, a jucat în multe filme, printre care Hamlet (1996), Nicholas Nickleby (2002), Magie în New York (2007), The Damned United (2009), The King's Speech (2010), Ginger and Rosa (2012), Denial (2016) și The Party (2017). De asemenea, el a jucat și în rolul lui Peter Pettigrew în filmele Harry Potter. 
În 2014 a câștigat premiul de cel mai bun actor la Festivalul de film din Cannes 2014, pentru rolul lui JMW Turner din filmul biografic Dl. Turner . 